# Mycobonia
Mycobonia är ett släkte av svampar. Mycobonia ingår i familjen Gloeophyllaceae, ordningen Gloeophyllales, klassen Agaricomycetes, divisionen basidiesvampar och riket svampar.
| Mycobonia | \| \| Mycobonia flava \| \| \| \| |
|           | \| \| Mycobonia flava \| \| \| \| |
|           | Gloeophyllum                      |
|           |                                   |
|           | Veluticeps                        |
|           |                                   |
|           | Boreostereum                      |
|           |                                   |
|           | Campylomyces                      |
|           |                                   |
|           | Mycothele                         |
|           |                                   |
|           | Mycobonia flava                   |
|           |                                   |

|  | Mycobonia flava |
|  |                 |

## Bildgalleri

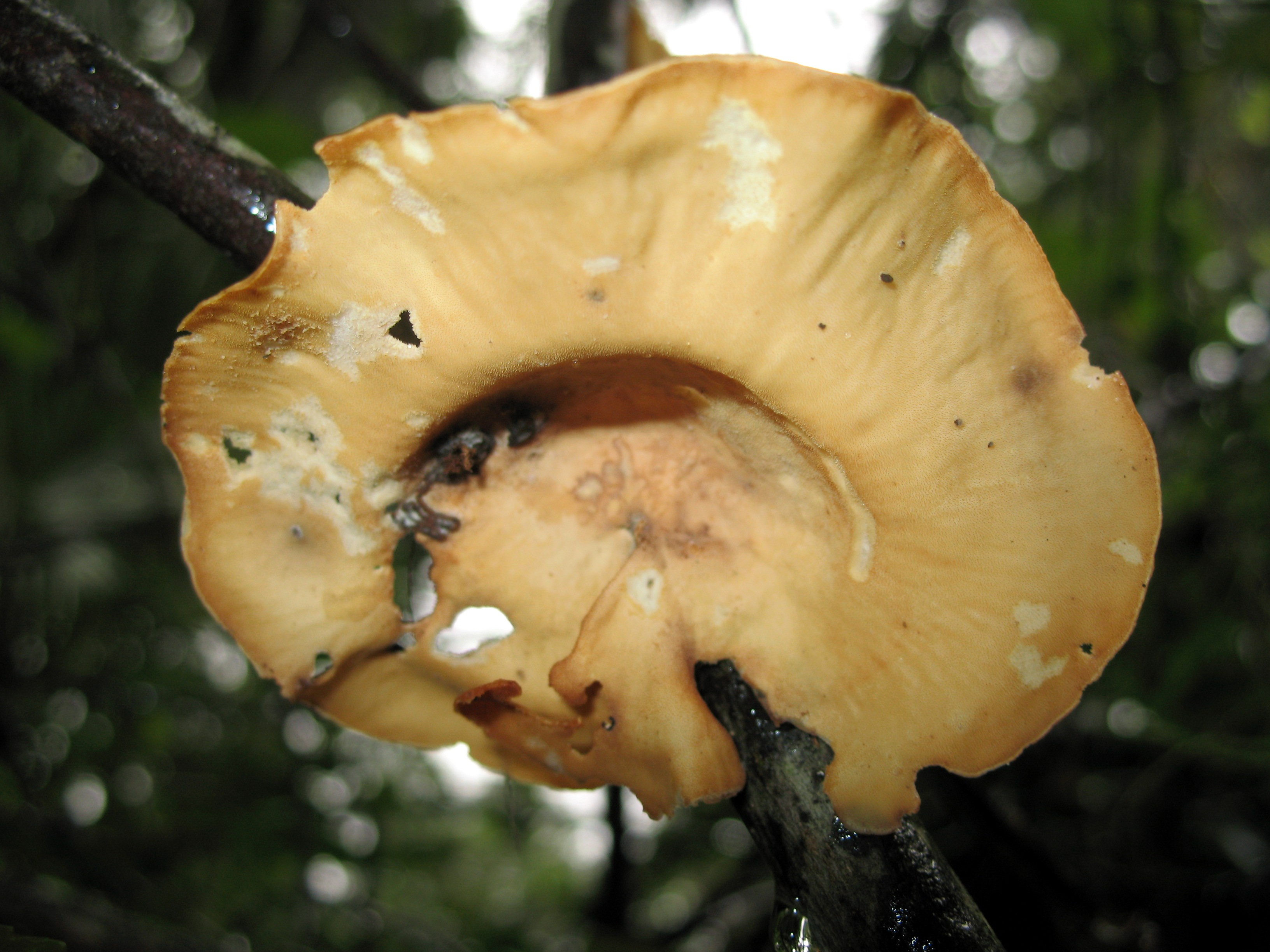